# Vincenzo Maenza (calciatore)
Vincenzo Maenza (Faenza, 13 luglio 1976) è un calciatore italiano, di ruolo centrocampista.

## Biografia
È cugino dell'omonimo lottatore campione olimpico, con il quale condivide il soprannome Pollicino a causa della bassa statura.

## Caratteristiche tecniche
Era un'ala destra, rapida e dal fisico brevilineo. Nel finale di carriera viene riconvertito come regista davanti alla difesa.

## Carriera
Cresce nel Cesena, con cui esordisce in Serie B nella stagione 1994-1995 realizzando la sua prima rete da professionista il 13 novembre 1994 sul campo del Piacenza. Sotto la guida di Bruno Bolchi totalizza 26 presenze e 2 reti, a cui si aggiungono altre 17 presenze nella stagione successiva, sempre tra i cadetti.
Nell'estate 1996 scende di categoria e passa allo Spezia, in Serie C1; qui rimane pochi mesi, e nella sessione autunnale del calciomercato si trasferisce al Fiorenzuola, sempre nella stessa categoria. Vi rimane una sola stagione, poi rientra al Cesena che lo cede in Serie C2 al Tolentino e quindi gioca per due stagioni nel Faenza. Milita poi nel Cesenatico, nel campionato di Eccellenza Emilia-Romagna 2005-2006, e nel Suzzara, per i primi mesi del campionato di Eccellenza Lombardia 2007-2008; lascia i bianconeri mantovani per motivi familiari, per trasferirsi al Faenza e riavvicinarsi a casa. Nell'estate 2008 torna in Lombardia con il Castiglione Savoia, di nuovo in Eccellenza. Prosegue quindi in numerose formazioni dilettantistiche romagnole.
Nel 2014 chiude la sua carriera agonistica e diventa allenatore in seconda del Ribelle di Castiglione di Ravenna, squadra militante in Serie D.